# Оксюково
Оксюково — деревня в Чагодощенском районе Вологодской области.
Входит в состав Первомайского сельского поселения, с точки зрения административно-территориального деления — в Первомайский сельсовет.
Расположена на правом берегу реки Устенка. Расстояние по автодороге до районного центра Чагоды — 22 км, до центра муниципального образования посёлка Смердомский — 5 км. Ближайшие населённые пункты — Анисимово, Первомайский, Смердомский.
По переписи 2002 года население — 22 человека (8 мужчин, 14 женщин). Преобладающая национальность — русские (95 %).